# Третий канал
«Третий канал» (ТРВК «Московия») — бывший московский телеканал, вещавший в Москве и Московской области на 3 ТВК с 9 июня 1997 по 30 ноября 2012 года. Редакции и студии телеканала располагались в телецентре «Останкино» (АСК-1). Центральное место в сетке вещания составляли информационно-аналитические программы. Программы «Город. Новости», «Город. Репортаж» и «Главная тема» считались основными брендами телеканала.

## История

### Предыстория
В последние 2 года популярность телеканала МТК постоянно падала: по данным Russian research и других исследовательских организаций, число зрителей, смотревших «МТК», за указанный период упало почти в десять раз. Качество вещания и показываемых передач также не соответствовало уровню современного на тот момент российского телевидения, одним из чиновников московского правительства тех лет «МТК» воспринимался как «доперестроечный канал, представлявший собой одну сплошную рекламную паузу за вычетом бесконечных сериалов».
Телекомпания создана летом 1997 года при разделе Московского канала на базе его подмосковной редакции. Учредители: Уникомбанк — 51 %, Мособлкомимущество — 44 %, Телевизионный технический центр «Останкино» — 5 %. Доля Уникомбанка после банкротства последнего (1999) перешла к организации «Мосинфонд», созданной при Мособлкомимуществе. На 31 декабря 2011 года доля ЗАО «Собственник» — 22 %, у ЗАО «Алтима» — 22 %, у ООО «Управляющая компания „Система венчурный капитал“» — 56 %.

### Московия/ТВМ (1997—2001)
Вещание началось 9 июня 1997 года на 3 ТВК в 7:00 с обращения губернатора Московской области Анатолия Тяжлова и рассказа генерального директора «Московии» Александра Крутова о новой телекомпании. Совместное существование на одной частоте телеканала «Московия» и «ТВ Центра» было обусловлено, прежде всего, тем, что «ТВ Центр» являлся телеканалом столичных властей, а «Московия» представляла интересы Московской области (что изначально и было отражено в названии).
С 9 июня 1997 года выходил в эфир с логотипом телеканала «Московия». С 5 марта 2001 года — с логотипом «ТВМ» (хотя с весны до 7 октября 2001 года во многих печатных телепрограммах публиковались название и логотип «Московия»; то же самое название отображалось и в основной заставке), с 1 октября 2001 года — с логотипом «3 канал» (в печатных изданиях логотип и название сменились на неделю позже).
В первые месяцы вещания сигнал «Московии» включался из аппаратной канала «ТВ Центр». В дальнейшем телеканал включался и отключался при трансляции заставки часов телеканала ТВЦ на промежутке от 30-й до 55-й секунды, с 2002 года — только на 45-й секунде. В ряде письменных источников программа передач «Московии», а затем и «Третьего канала» ошибочно указывалась внутри сетки вещания ТВЦ без каких-либо выделений, а его рейтинг до конца 2000-х годов измерялся в совокупности с федеральным вещателем.
В 2000 году телекомпания претендовала на полноценное вещание на третьей кнопке.
С 27 августа по 4 сентября 2000 года вещание телеканала «Московия», равно как и передач общероссийского канала ТВЦ на Москву и Московскую область, не осуществлялось в связи со случившимся пожаром на Останкинской телебашне.
На подмосковных губернаторских выборах 1999—2000 годов «Московия» и её бессменный генеральный директор Александр Крутов поддержали кандидатуру коммуниста Геннадия Селезнёва. После победы на выборах Бориса Громова в начале 2001 года Крутов был смещён со своего поста, а на подмосковном телевидении начались серьёзные изменения. Вместо него на пост генерального директора была назначена сторонница Громова Валентина Кузнецова, ранее работавшая генеральным директором московской коммерческой телекомпании ВКТ. Перед новым руководством была поставлена цель сделать из «Московии» настоящий губернаторский канал, поскольку новая подмосковная власть остро нуждалась в мощной информационной поддержке. В марте, одновременно с обретением названия и логотипа «ТВМ», произведено обновление эфирной сетки вещания, в прежние годы составленной из программ преимущественно национал-патриотического или церковно-православного характера (наиболее известной из которых был «Русский дом»). Теперь ряд передач для обновлённого канала стала производить телекомпания ВКТ. Ненадолго в сетке вещания также появились программы и сериалы зарубежного производства. Это обстоятельство спровоцировало появление предупреждения из Минпечати об отступлении канала от первоначальной концепции и нарушениях условий лицензии.

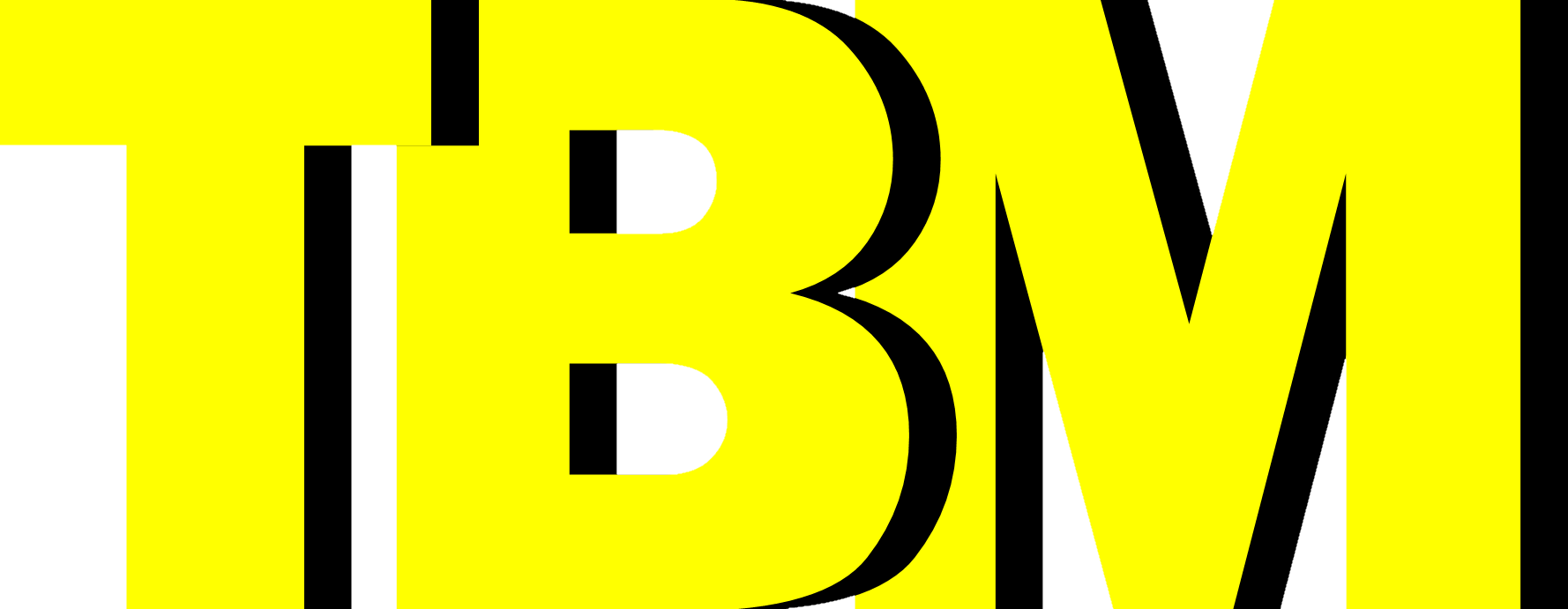
Логотип, использовавшийся с 5 марта по 30 сентября 2001 года

27 апреля 2001 года помещения редакции телеканала были захвачены некой группой вооружённых людей, после чего произошла смена руководства, а частный собственник вытеснил государственного. Каждый новый хозяин «Московии» приводил на телеканал своего генерального директора. Таким образом, на телеканале стало четыре генеральных директора — Александр Крутов, Валентина Кузнецова, Владимир Желонкин, Леонид Якубович. В мае в сетку вещания добавили новые передачи информационно-аналитического характера — «Итоги недели» с Глебом Пьяных и «Наша версия: под грифом секретно» с Михаилом Маркеловым. Через месяц, в июне того же года Правительство Московской области вернуло себе этот телеканал, а новое руководство в лице Владимира Желонкина сначала погасило многомесячные долги по зарплате сотрудникам и позднее — уволило из редакции 60 человек, работавших над новостными блоками.

### Третий канал (2001—2012)

#### 2001—2004
К осени 2001 года управление каналом перешло к структурам Сергея Пугачёва. В октябре того же года было закончено формирование новой концепции вещания, начатое ещё в мае: теперь большую часть сетки вещания стали занимать информационно-аналитические программы. Телеканал сменил название и логотип на «Третий канал». Появились новые программы информационно-аналитического и публицистического характера, созданные специально для зрителей столичного мегаполиса. По словам Пугачёва, делалось всё это с перспективой на то, чтобы бывший областной телеканал стал общефедеральным, получил лицензию на полноценное круглосуточное вещание, вытеснил из эфира лояльный мэру Лужкову телеканал ТВЦ и, в конечном итоге, стал бы своеобразной альтернативой, подобием НТВ. За последующие годы на канале был сформирован творческий коллектив, состоявший как из уже известных ведущих, ранее работавших на других метровых каналах, так и из молодых тележурналистов. Как правило, на «Третий канал» переходили люди с РТР, НТВ, старого и нового ТВ-6, ТВС и ВИDа, немалый процент был и среди недавних выпускников РГГУ. Лицами канала в разное время являлись Глеб Пьяных, Пётр Толстой, Иван Демидов, Екатерина Шергова, Андрей Добров, Вячеслав Волков, Роман Бабаян и др. Также на телеканале недолго (сентябрь-ноябрь 2001) работал Сергей Доренко. В этот же период «Третий канал» постепенно начал превращаться из низкорейтингового областного телеканала в вещателя, чьи программы по восприятию, качеству и рейтинговым показателям выгодно отличались от телепродукта, предоставляемого на той же частоте телеканалом ТВЦ.

#### 2004—2008
После того, как в 2004 году генеральным директором телеканала стал Пётр Толстой, перед руководством была поставлена задача сделать из «Московии» «столичный канал». В связи с чем с 1 марта того же года с «Третьего канала» было уволено 50 сотрудников, которые прежде были причастны к производству видеосюжетов на общероссийские и мировые темы в передачах «Выводы» (тогда же её выход был прекращён до февраля 2005 года) и «Главная тема» (которая в результате реформ была урезана с 30 до 10 минут). Блок информационного вещания на телеканале стал представлен информационным каналом «Город», состоявшим из нескольких частей: «Город. Криминал», «Город. Сейчас», «Город. Тема», «Город. Репортаж», «Город. Новости», «Город. Другой» и др. Городские новости выходили в формате «инфотейнмент», сочетающем в себе информационные и развлекательные жанры. За день журналисты канала успевали подготовить до 40 тематических сюжетов программы на социальные и политические городские темы. Помимо программ под брендом «Город», развивалась и линейка потребительских и развлекательных телепрограмм, выходивших по будням днём или вечером или же по выходным в утреннем блоке («Цена вопроса», «В моде», «Здоровое утро» и др.). Оставались и передачи, по идеологии тяготевшие не столько к формату столичного канала в жанре «инфотейнмента», сколько, скорее — к старой консервативной «Московии» — это были аналитические программы «Главная тема» Андрея Доброва и «Русский взгляд», придерживавшиеся провластной и, нередко, национал-патриотической позиции. Отдельные сюжеты, сделанные с такой точки зрения, могли также показываться и в информационно-аналитической программе самого Толстого «Выводы», существовавшей до августа 2005 года, реже — в остальном эфире телеканала. При этом частью критиков «Третий канал» мог относиться к немногочисленным из оставшихся телеканалов, где могла звучать информация, которую не озвучивали или не распространяли на больших государственных каналах.
В 2006—2007 годах телеканал вышел на спутниковое вещание как «3 канал+», что позволило вещателю увеличить время вещания до 18 часов в сутки.

#### 2008—2009
С 13 октября 2008 года, в связи с состоявшимся летом уходом с телеканала Петра Толстого и переходом туда нового главного редактора Елены Ильиной, «Третий канал» обновляет свою сетку вещания. В рамках нового сезона было запущено 11 новых телепередач. Среди них были «Треугольник», «Не для прессы», «VIP-спорт», «Спорт для всех», «Прочтение», «Врача вызывали?», «Week-end в Москве», «Подробное путешествие», «Резиденция», «Ресторанный навигатор», «Города мира» и др.

#### 2009—2011
В апреле 2009 года в связи с изменением концепции вещания и кризисными условиями на рекламном рынке были закрыты все досуговые и развлекательные программы. После чего «Третий канал» был снова переориентирован на информационный и аналитический контент, а также дискуссионные ток-шоу социального и политического характера, такие как «Право голоса» (до этого, в середине и конце 2000-х годов большое внимание в эфире было уделено передачам из жизни VIP — бизнесменов, представителей гламура, российских миллионеров и миллиардеров). Штат сотрудников ТРВК «Московия» в те годы составлял цифру в 480 человек. Самым популярным видео «Третьего канала», набравшим почти 3 миллиона просмотров на YouTube, стал сюжет 2010 года про маленькую девочку, которая отменила праздник 1 сентября.

#### 2011—2012
В июле 2011 года АФК «Система» приобрела телекомпанию ТРВК «Московия» у структур Сергея Пугачёва. По свидетельству сотрудников, после этого на телеканале стала постепенно ужесточаться цензура: некоторые специальные репортажи (как «Горячие точки» Евгения Лесного) не были разрешены к показу.
В 2012 году «3 канал+» изменил формат. Сетка не пересекалась с московской версией. Было введено блоковое вещание «6 по 4», премьерный блок которого намечался в 0:00 по московскому времени. Часть передач снята с эфира. В сетку вещания также были добавлены сериалы и документальные фильмы.
В конце лета 2012 года «3 канал» был интегрирован в телеканал «ТВ Центр». С августа по октябрь 2012 года генеральным директором телеканала являлся Александр Пономарёв, руководитель «ТВ Центра». С конца октября и до закрытия телеканала, в связи с уходом Пономарёва с «ТВ Центра» должность генерального директора занимала Стелла Неретина. «ТВ Центр» выкупил у «3 канала» четыре программы — «Право голоса», «Треугольник», «Города мира» и «Врача вызывали?». К началу 2013 года в эфире телеканала «ТВ Центр» осталась только одна программа — «Право голоса», выходившая в его эфире до июля 2019 года.
По словам одного из бывших корреспондентов канала Александра Егорцева, работавшего на нём с 1998 по 2012 год, основной причиной слияния «Третьего канала» с «ТВ Центром» стала демонстрация в его эфире передач и репортажей с критической точкой зрения, не всегда совпадавшей с официальной. После закрытия «Третьего канала» журналисту было предложено на определённых условиях интегрироваться в штат «ТВ Центра» и снимать только сюжеты на 4 избранные темы из городской событийной хроники, но от этой идеи он отказался. Архив материалов «Третьего канала» за весь период его существования, по его же словам, также был уничтожен в это же время.
Согласно данным из ЕГРЮЛ, компания «Московия» прекратила своё существование 16 сентября 2013 года.

## Руководство
Генеральные директора
- Александр Крутов (1997—2001)[117][118][119][120]
- Валентина Кузнецова (2001)[121][122][123]
- Владимир Желонкин (2001[124][125], 2002—2004)
- Леонид Якубович (июнь-сентябрь 2001)[126][127]
- Андрей Писарев (2001—2002, 2005[128]—2007)
- Пётр Толстой (2004—2005, 2007—2008)[83][129]
- Инна Евдокимова (2008—2010)[130]
- Елена Ильина (2010—2011)[131]
- Андрей Смирнов (2011—2012)[132]
- Александр Пономарёв (август—октябрь 2012)[111]
- Стелла Неретина (октябрь—ноябрь 2012)

Художественный руководитель
- Виктор Ткаченко (1997—2002)[133]

Музыкальные оформители
- Антон Висков[134], Андрей Резник, Лев Спивак, Сергей Миклашевский[135], Валерий Чистяков и другие (1997—2002)
- Олег Литвишко (2001—2002)
- Пётр Костин (2006—2009)
- Эдуард Пургин[136][137] и Олег Эмиров (2009—2012)

С 2003 по 2006 год в заставках телеканала и его передач широко применялись саундтреки, взятые из американских звуковых библиотек (в основном из VideoHelper).

## Вещание

### Эфирное
Вещал на 3 ТВК, сигнал распространялся исключительно на Москву и Московскую область на частоте телеканала «ТВ Центр» (перекрывая часть его передач). Однако по данным начала 2001 года, телеканал смотрели и в части сопредельных областей, граничащих с Московской, сигнал в которых принимался напрямую с московского передатчика ТВЦ на Останкинской башне, а не через наземные ретрансляторы ТВЦ или его спутниковое и кабельное вещание.
В начальный период работы (до 4 марта 2001 года) телеканал вещал по будням с 7:00 до 7:15, с 16:00 до 16:30 и с 18:30 до 19:50, по субботам с 9:00 до 9:20 и с 18:30 до 19:00 (с 8 января по 25 марта 2000 года — с 18:05 до 19:00), и по воскресеньям с 9:00 до 9:15 и с 16:00 до 16:20 (с 31 января 1999 по 30 января 2000 года — с 15:30 до 15:50, с 6 февраля по 19 марта 2000 года — с 15:45 до 16:05). В праздничные дни до мая 2000 года телеканал вещал по сетке субботы — с 9:00 до 9:20 и с 18:30 до 19:00 (8 ноября 1999 года — с 18:00 до 18:30), (9 мая — с 18:20 до 18:50), а с ноября 2000 года вещал по сетке воскресенья — с 9:00 до 9:15 и с 16:00 до 16:20. 13 декабря 1999, а также 8 марта (в немного урезанном виде) и 12 июня 2000 года, несмотря на выходной или праздничный день, вещание велось по сетке буднего дня.
С 5 марта 2001 года в будние дни телеканал вещал с 7:00 до 7:30, с 15:30 до 16:30, с 18:15 до 19:50. В выходные дни вещал с 9:00 до 9:45; в субботу вещал с 18:00 до 19:00, в воскресенье — с 15:25 до 16:15. В праздничные дни телеканал вещал по сетке воскресенья — с 9:00 до 9:45 и с 15:25 до 16:15, иногда — по сетке субботы с 9:00 до 9:45 и с 18:00 до 19:00.
Известно несколько взаимных переуступок телеэфира между владельцами частоты:
- 5 сентября 1997 года вечерний блок программ телеканала продлился 25 минут (с 18:25 до 18:50) в связи с трансляцией празднования 850-летия Москвы по телеканалу «ТВ Центр».
- 14-17 июля 1998 года вещание телеканала вечером несколько раз было на час меньше обычного в связи с освещением на телеканале «ТВ Центр» Первых Всемирных юношеских игр, проходивших в Москве.
- 15-16 октября 1998 (без упоминания в печатных телепрограммах) и 7-8 октября 1999 года вечерний блок программ телеканала «Московия» не вышел в эфир в связи с трансляцией Межконтинентального кубка по мини-футболу на ТВЦ в таймслоте 18:30—19:50. В первом случае показ игр осуществлялся под совместным логотипом «ТВ Центра» и «Московии», причём у первого светился оригинальный эфирный вариант, у второго — реконструкция.
- 5-6 мая 1999 года вечерний блок программ телеканала «Московия» не вышел в эфир в связи с трансляцией Турнира европейских чемпионов по мини-футболу на телеканале «ТВ Центр» в таймслоте 18:30—19:50[145].
- 1 и 2 октября 1999 года вещание телеканала «Московия» продлилось с 16:00 до 19:50 и содержало в себе прямую трансляцию торжеств в честь 70-летия Московской области.
- 6 января 2000 года дневно-вечерний блок программ телеканала «Московия» начался в 16:40 и продолжился до 19:50. Сетка программ состояла из блока праздничной рождественской программы под заголовком «С Рождеством Христовым!», в котором помимо документальных фильмов и передач, посвящённых празднику Рождества Христова присутствовал специальный выпуск программы «Русский дом»[146].
- 25 апреля 2007 года блок «Третьего канала» в 15:30 продлился чуть меньше обычного из-за прямой трансляции церемонии прощания и похорон первого президента Российской Федерации Бориса Ельцина на телеканале «ТВ Центр» в промежутке 16:00—16:30 МСК[147].
- 4 июля 2007 года вечерний блок кончился в 19:25 в связи с начавшейся у основного владельца частоты прямой трансляцией вечерней сессии выборов столицы зимних Олимпийских игр 2014 года из Гватемалы.
- 21 октября 2010 года в связи с инаугурацией мэра города Москвы Сергея Собянина телеканал завершил вещание в 15:55.
- На футбольные и хоккейные трансляции, транслировавшиеся «ТВ Центром» в 2000-е годы, данное правило не распространялось, в связи с чем они или переносились с 19:00 на 19:50 из-за вещания в это время ТРВК «Московия» и продажи ей же всего рекламного времени, показываясь целиком в записи[148][149] (14.05.2005, 15.02.2007), или же шли в прямом эфире до 15:30 и возобновлялись в записи с места остановки в 16:30 (27.11.2001).
- С 2002 по 2011 год (за исключением 2007 года) каждое 7 января блок дневных передач выходил с продолжительностью 35 минут (15:25—16:00) в связи с трансляцией Великой Рождественской вечерни у основного владельца телеканала «ТВ Центр».
- Также, в 1998, с 2000 по 2005 и с 2007 по 2012 год изменялась сетка вещания телеканала в дни Светлого Христова Воскресения в связи с трансляцией Великой Пасхальной вечерни у основного вещателя: в 1998, 2000 и 2001 годах блок дневных передач при сохранении хронометража, указанного в лицензии телеканала, начинался и заканчивался раньше обычного: 19 апреля 1998 года — с 15:30 до 15:50, 30 апреля 2000 года — с 15:40 до 16:00, а 15 апреля 2001 года — с 15:10 до 16:00. С 5 мая 2002 по 1 мая 2005 и с 8 апреля 2007 по 15 апреля 2012 года блок выходил в сокращённом виде (15:25—16:00), как и 7 января 2002—2011 (кроме 2007) годов[150].

30 ноября 2012 года в 19:50 «Третий канал» прекратил своё существование в связи с объединением с телеканалом «ТВ Центр».

### Спутниковое и кабельное
С декабря 2006 года «3 канал» и ТРВК «Московия» расширили вещание до 24 часов. Первыми «3 канал» круглосуточно увидели с 1 марта 2007 года абоненты спутникового оператора «НТВ-Плюс», но развитие географии вещания не стояло на месте — телеканал вошел в кабельные сети крупных городов России и СНГ: Астрахани, Белгорода, Владимира, Волгограда, Волгодонска, Ижевска, Йошкар-Олы, Казани, Калининграда, Киева, Магнитогорска, Минска, Набережных Челнов, Нижнего Новгорода, Омска, Оренбурга, Орла, Пензы, Ростова-на-Дону, Рязани, Самары, Санкт-Петербурга, Саратова, Стерлитамака, Твери, Тюмени, Уфы, Харькова, Чебоксар и Челябинска.
1 ноября 2012 года в 0:00 спутниковая версия «3 канала» прекратила вещание.

## Критика

### Новогодний эфир (2002)
1 января 2002 года телеканал в рамках эфирного времени передачи «Большое плавание» провёл эксперимент, показав Деда Мороза, который на протяжении 40 минут не произнёс ни слова, а только постоянно вздыхал и кряхтел. Эфир «Третьего канала» вызвал резонанс в части СМИ. Как впоследствии говорил тогдашний гендиректор канала Владимир Желонкин, это был шуточный анонс эфира той же программы, назначенного 2 января того же года на 15:30.

### Антисемитизм
28 июля 2002 года в авторской программе Александра Жилина «Антидеза» был детально проанализирован механизм использования антисемитизма против интересов России, раскрыты приемы дезинформации общественности. После выхода передачи в эфир начались проверки телекомпании, телепередачи и самого журналиста Жилина. В то же время Минпечати начало её тщательный анализ на предмет наличия в передаче антисемитских пассажей. В газете «Комсомольская правда» появилось сразу 2 открытых письма к президенту Путину от обеспокоенной общественности. Первое, за закрытие программы, под заголовком «Наведите порядок на телевидении», вышло в номере газеты за 17 августа 2002 года. Его подписали тогдашний мэр Москвы Юрий Лужков, баскетбольный тренер Александр Гомельский, глава ТПП Евгений Примаков, вице-президент Олимпийского комитета России Владимир Васин, художник Сергей Андрияка, писатель Юрий Поляков, певица Алла Пугачёва. В своём обращении к президенту России они выразили глубокое возмущение содержанием программы и сказали, что:
«Эту программу следовало бы назвать "Деза" - столько в ней неправды, грубых искажений, откровенного пренебрежения фактами...»
Второе письмо Путину было опубликовано 22 августа 2002 года и содержало в себе подписи в защиту «Антидезы» и «Третьего канала». Заголовок — «Свобода должна быть свободой для всех», среди подписавшихся были полковник, лётчик-испытатель России Александр Акименков и ряд других военнослужащих-участников военных действий на Ближнем Востоке. В этом письме подписанты констатируют тот факт, что «допустить расправу над Александром Жилиным и телекомпанией „3-й канал“ — значит, совершить предательство всех, кому не безразлична судьба нашей Отчизны».
Много позже, 19 сентября 2012 года Центральный районный суд Новосибирска вынес решение о признании видеоматериала передачи «Антидеза. Антисемитизм» за 2002 год экстремистским материалом. Автора и ведущего передачи о факте рассмотрения выпуска в суде в известность не поставили.

### Нарушения антитеррористического и медийного законодательства
25 октября 2002 года в связи с грубыми нарушениями действующего законодательства о борьбе с терроризмом и средствах массовой информации Минпечати приняло решение о прекращении вещания телекомпании «Московия» («Третий канал»), и в 18:20 телеканалу не удалось выйти в эфир. 26 октября вещание телеканала было возобновлено.

### Критика со стороны литовских властей
В сентябре 2004 года критику со стороны властей Литвы (президента и МИД страны) вызвал один из выпусков ежедневной аналитической программы «Главная тема» с ведущим Андреем Добровым. В выпуске от 15 сентября 2004 года Добров в эфире «Третьего канала» обвинил власти Литвы в поддержке интернет-сайта чеченских повстанцев «Кавказ-Центр», размещавшегося на литовском сервере, и сказал, что если сайт спокойно действует с территории Литвы, то значит, тем самым «литовские власти поддерживают сепаратистов». Тогдашний президент Литвы Валдас Адамкус в ответ заявил, что эти комментарии российского политобозревателя идут вразрез с истиной. «Я никогда подобные действия и деятельность, которые вносят раздор между людьми и стимулируют терроризм, не одобрял. Неважно, какими бы приоритетами ни прикрывались, но когда совершаются преступления против человечества, этого нельзя прикрыть какой-либо борьбой за свободу», — отметил он.
Генеральный директор «Третьего канала» Пётр Толстой поддержал Доброва и заявил, что в передаче говорилось об очевидных и общеизвестных для всех вещах. «Достаточно одного дня работы „Кавказ-Центра“ с территории Литвы, чтобы в российском обществе возникло убеждение, что Литва поддерживает террористов», — заявил Толстой.